# タヌキラン

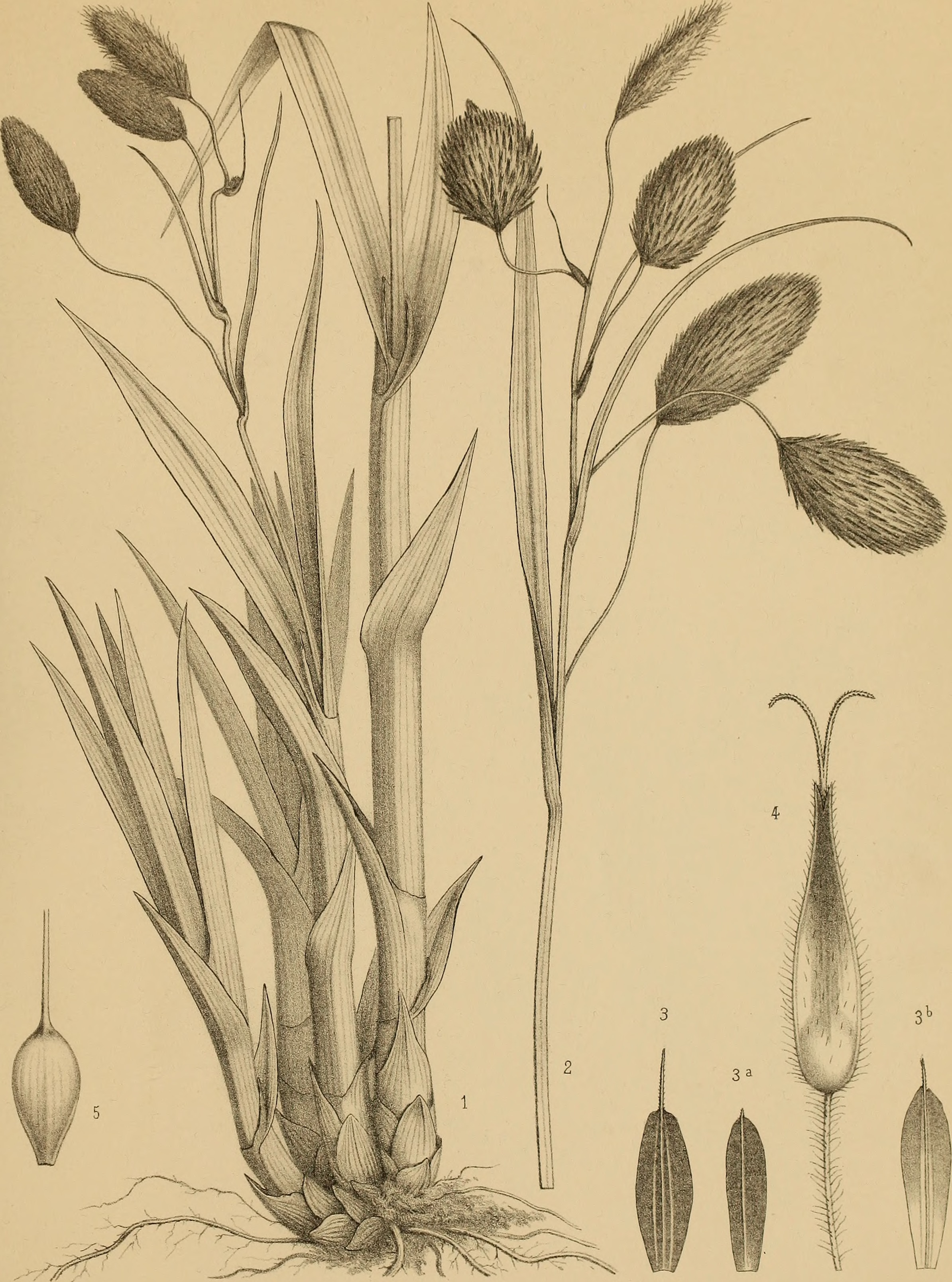
図版

タヌキラン Carex podogyna Franch. et Sav. 1878, はカヤツリグサ科スゲ属の植物。大柄な草で水気の多い崖などに大きな集団を作り、ぶら下がるふさふさした太い穂を付ける。

## 特徴
質の柔らかい多年生の草本。束のように茎を出し、大きな株を作る。根茎は太くて丈夫で横に短く伸び、茎をやや間を開けて出す。花を付ける茎は高さ40 cm～100 cmに達する。ちなみに葉は開花後に著しく伸びるが、花茎も果実の成熟までによく伸びて葉より高くなる。茎の基部は肥大してほぼ円柱形となり、葉身のない鞘が基部を包んでおり、その色は赤褐色から紫褐色に色づく。茎の基部はその径が5 mm～10 mmに達する。葉は幅5 mm～12 mm、縁にはざらつきがあり、裏面には乳頭状突起を密布する。

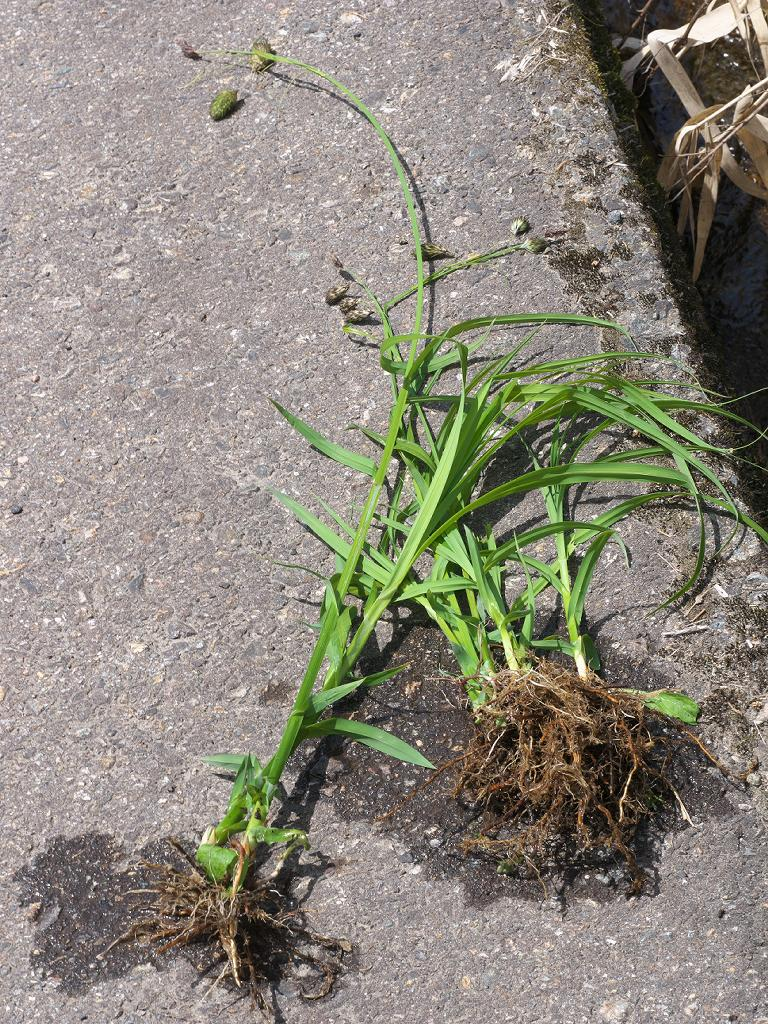
根茎は短く横に伸び、根がよく発達。
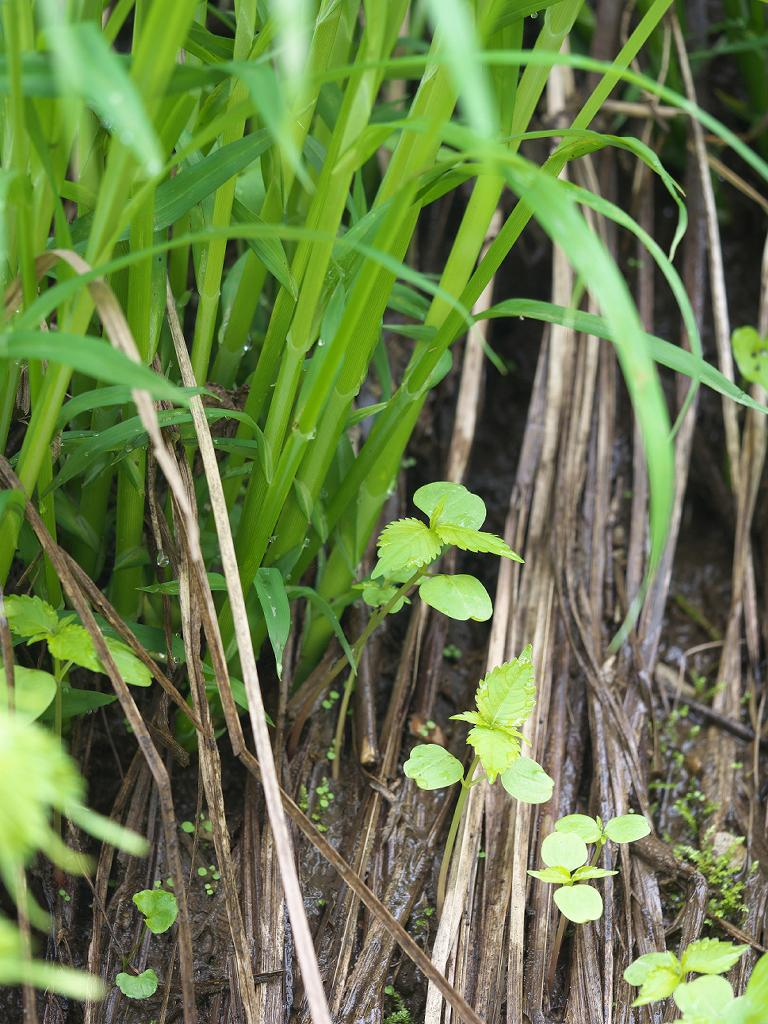
株の根元の様子 基部は丸く、葉身の発達しない鞘がある。
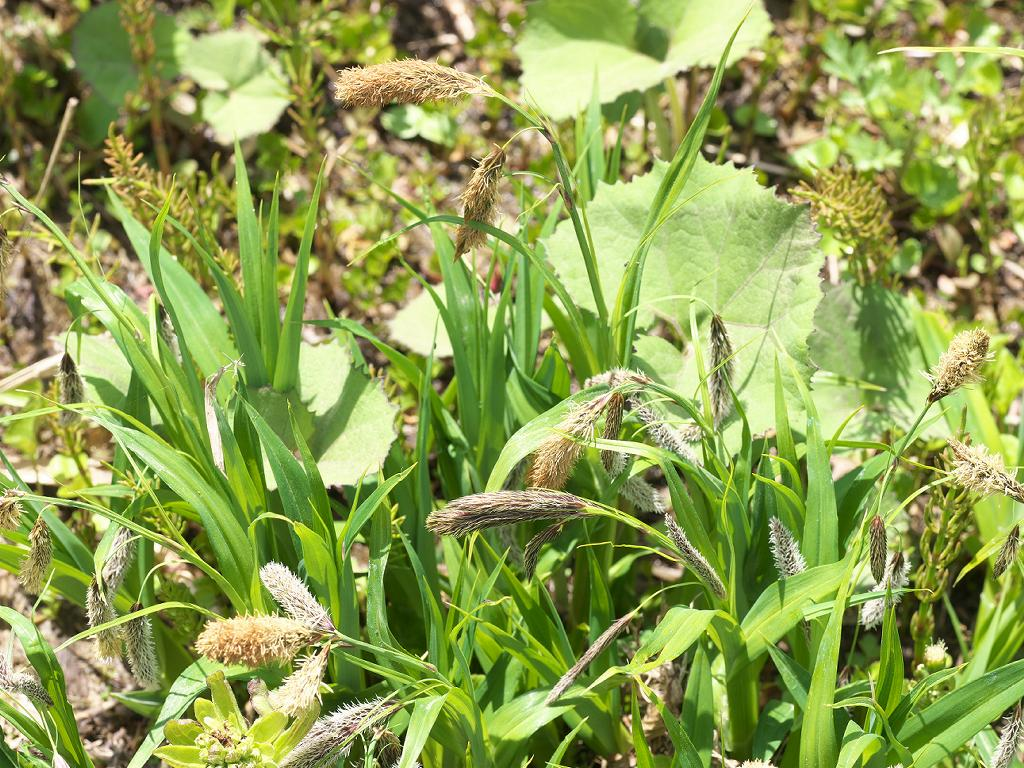
開花期の様子 背丈はまだ低い
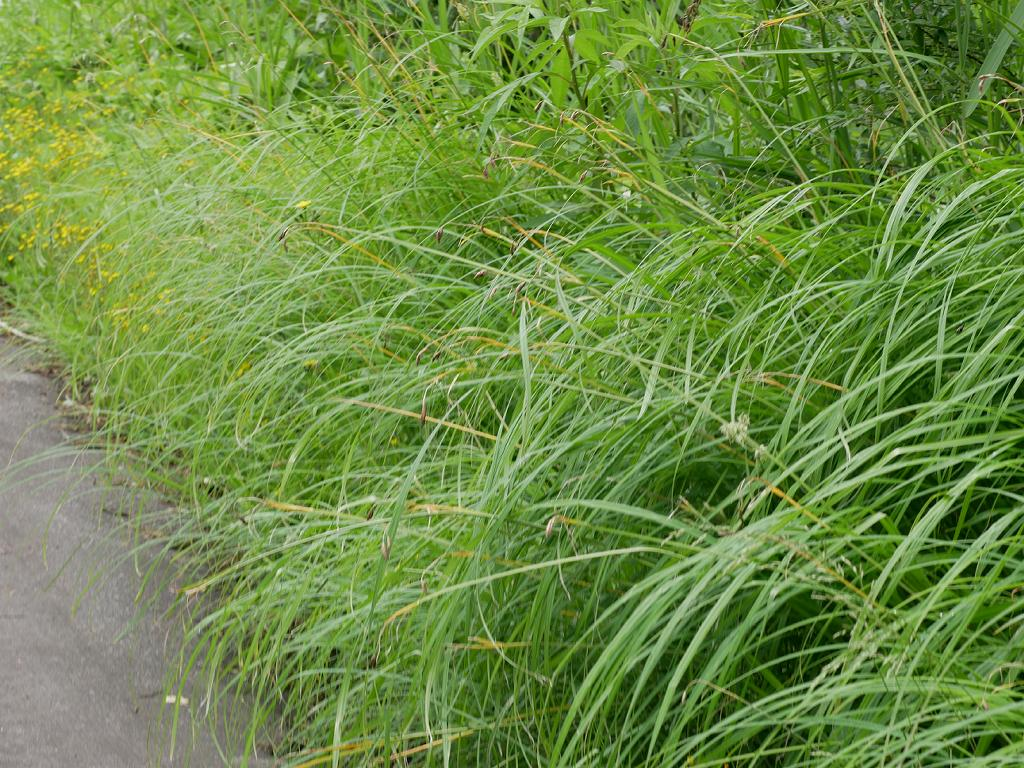
果実も脱落した後の姿 花茎も葉も高く伸び上がる。

花期は6～8月。花茎は先端部にはざらつきがあるが、下の方は滑らかとなっている。花序は総状花序で、先端の頂小穂とそれに続く1～2個は雄小穂、それ以降の側小穂は雌性である。側小穂は2～4個ある。小穂の基部にある苞は鞘がなく、下方のものでは葉身が葉状に発達し、長さ5 cm～20 cmに達するが、上方では鱗片状となっている。雄小穂は棍棒状で長さ2 cm～5 cm、1 cm～3 cm程の柄がある。雄花鱗片は楕円形で濃赤褐色をしており、先端には1 mm～2 mmの長さの芒状の突起が突き出している。雌小穂は楕円形で長さ3 cm～4.5 cm、幅1 cm～2 cmで、長さ3 cm～4.5 cmの長くて細い柄があり、腫れ下がる。雌花鱗片は披針形で濃赤褐色で、先端は尖るか短い芒となる。果胞は雌花鱗片よりずっと長くて柄を含めて長さ12 mm～14 mmもあり、幅は1.2 mm～1.4 mm。本体の形は披針形で脈は不明、長い柔らかな毛を一面に備え、先端方向に次第に狭まって嘴状になり、先端は浅い2本の歯状突起に終わる。基部側には長さ5 mm～6 mmの柄がある。この柄は初めは多少短いが、痩果の成熟するにつれて長く太くなる。また上部が濃赤褐色に色づく。痩果は倒卵形で長さ2 mm～2.5 mm、ゆるく果胞に包まれている。柱頭は2つに裂け、これは早期に脱落する。
和名は狸蘭で、花穂をタヌキの尾に見立てたものである。

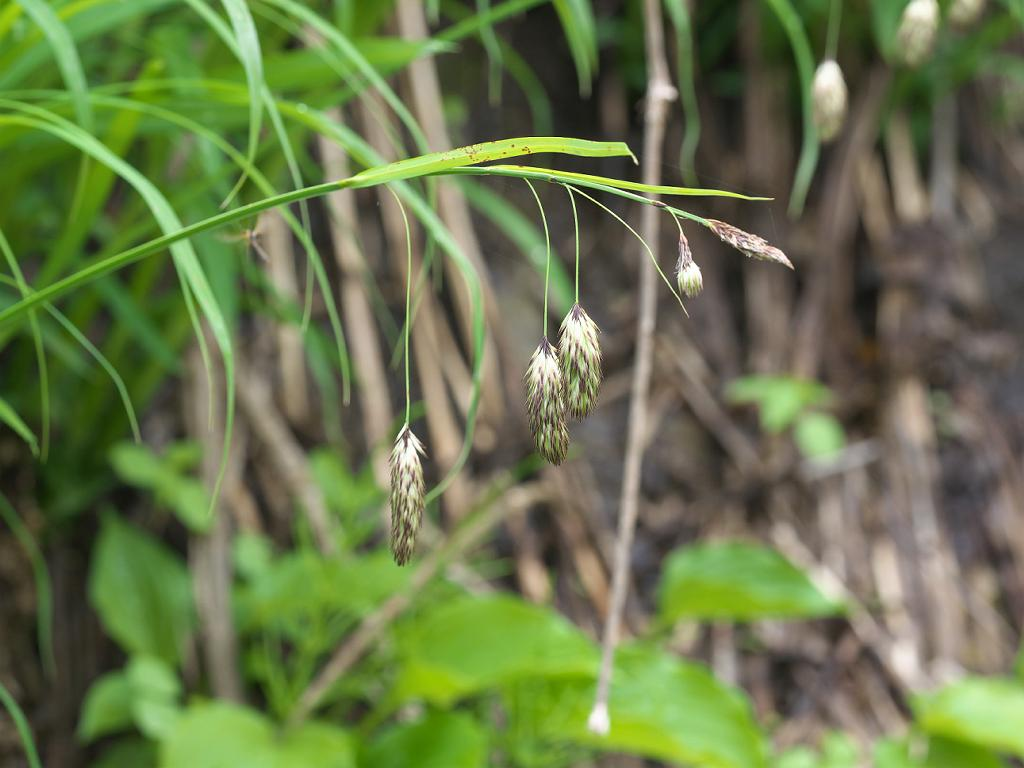
花序の様子
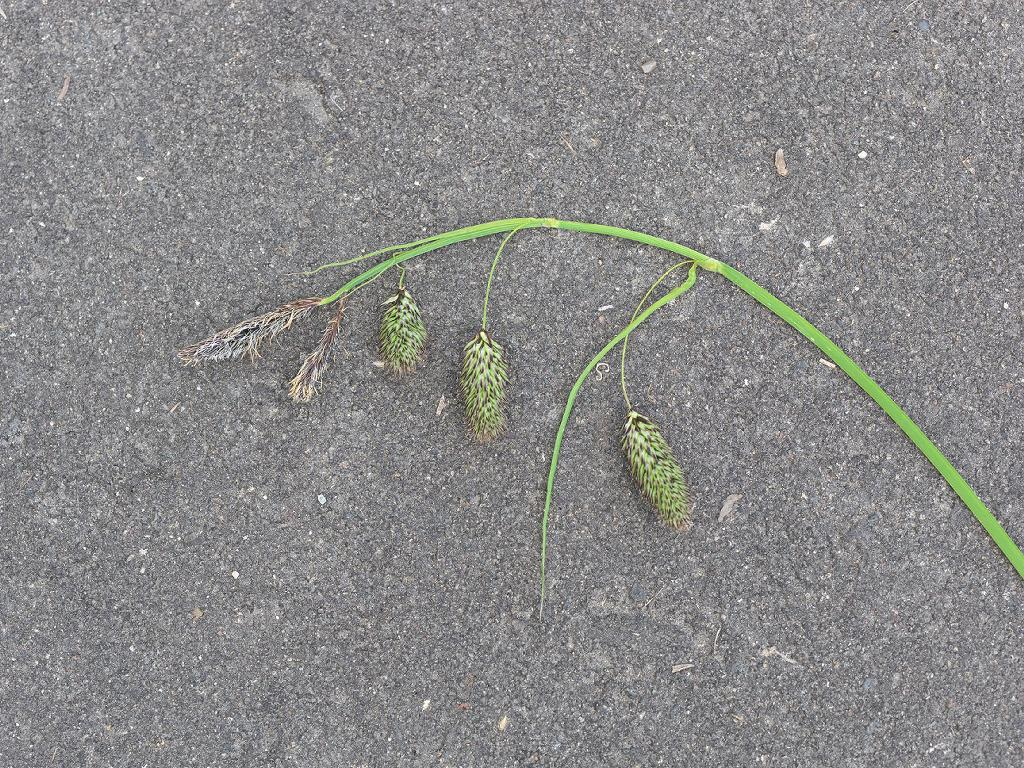
花茎を取り出したところ
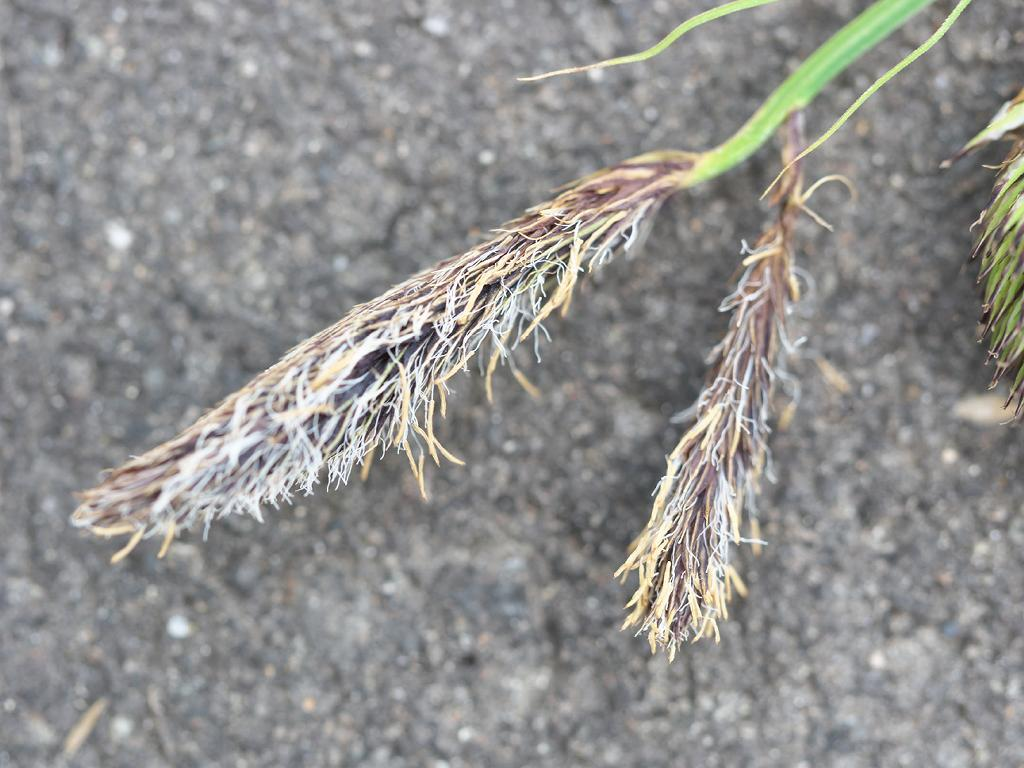
頂小穂と続く小穂は雄小穂
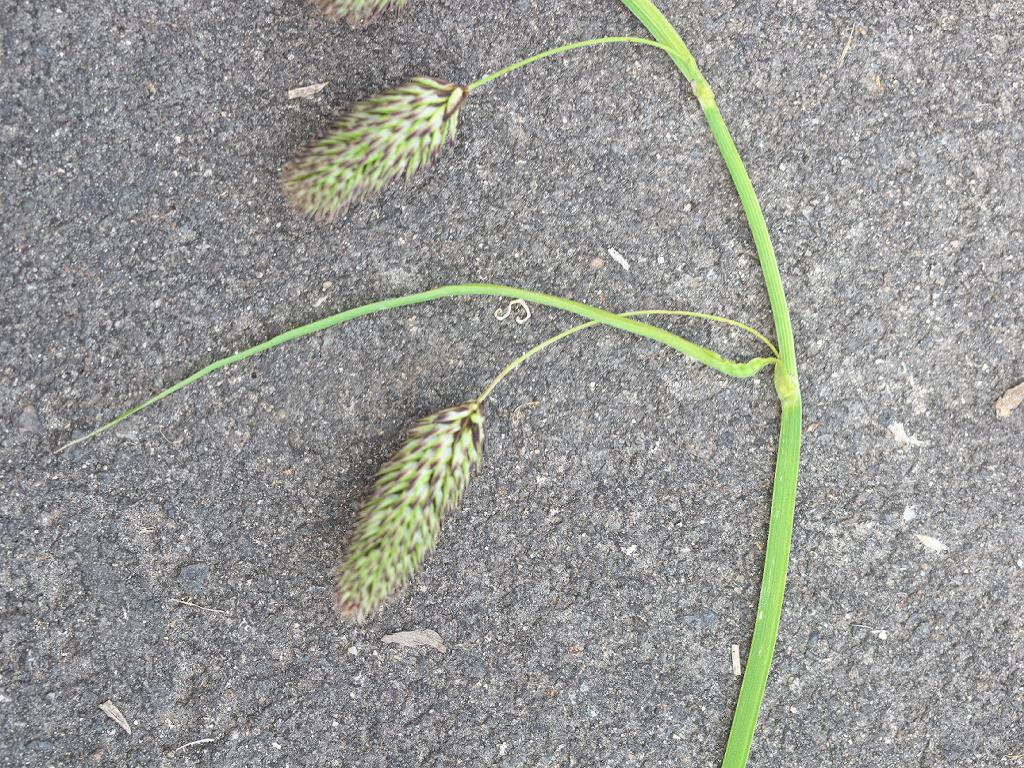
果胞の雌小穂は長い柄がある。
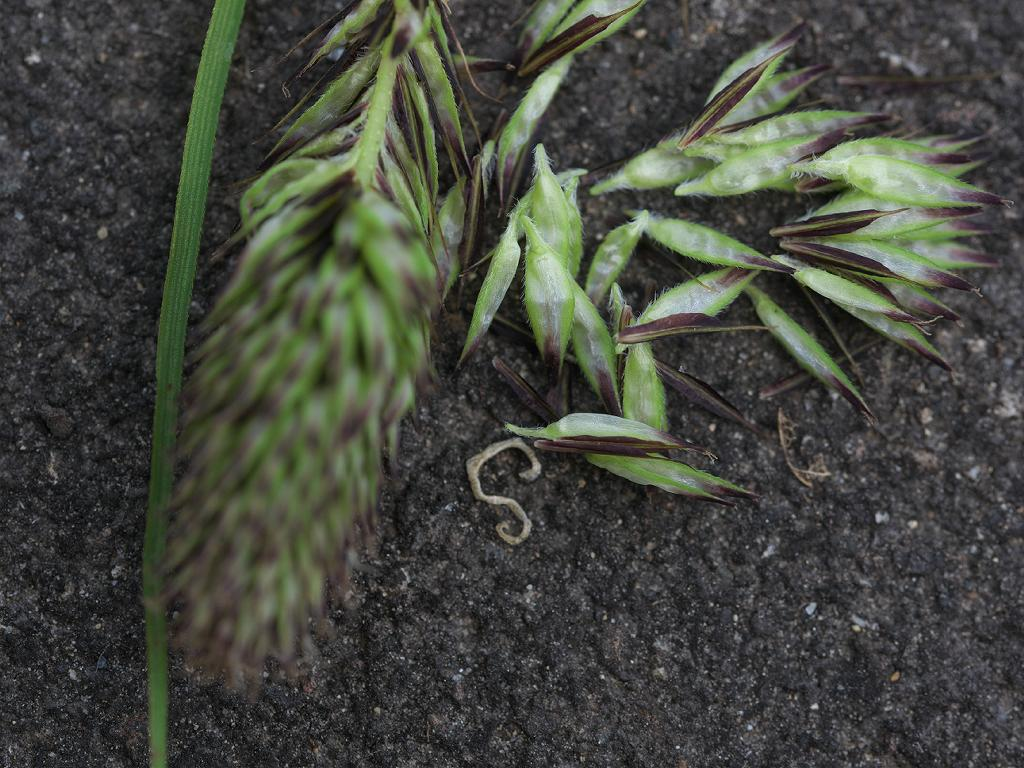
雌小穂とばらけた鱗片と果胞 果胞には長い柄がある

## 分布と生育環境
日本固有種で、北海道の西南部、本州の東北地方、関東地方、中国地方に分布する。京都府では丹後半島と京都大学芦生研究林に分布があり、これらが本種の分布域の南西限となっており、またその分布域は多雪地域と重なるとも言う。
山地の日当たりのよい湿った斜面に生え、大群落を作る。山地の水湿斜面や湿地に生える。水湿のある斜面の岩の上に大株を作って生える。

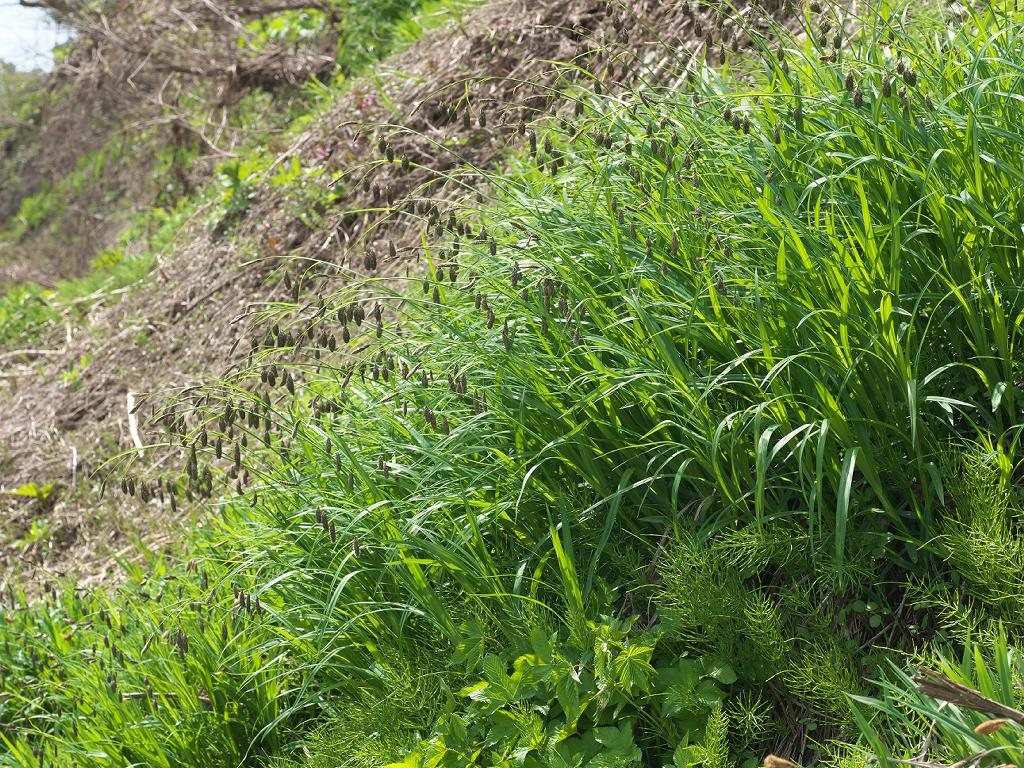
水気のある斜面に発達した群落
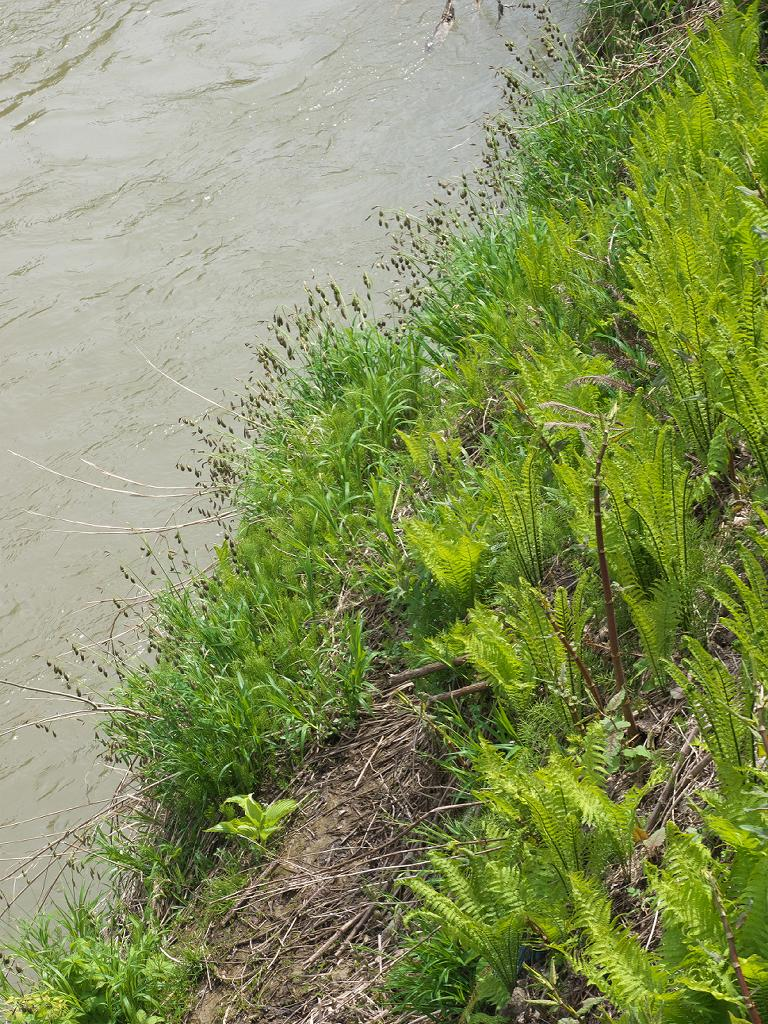
河川に面した急斜面に繁茂している例
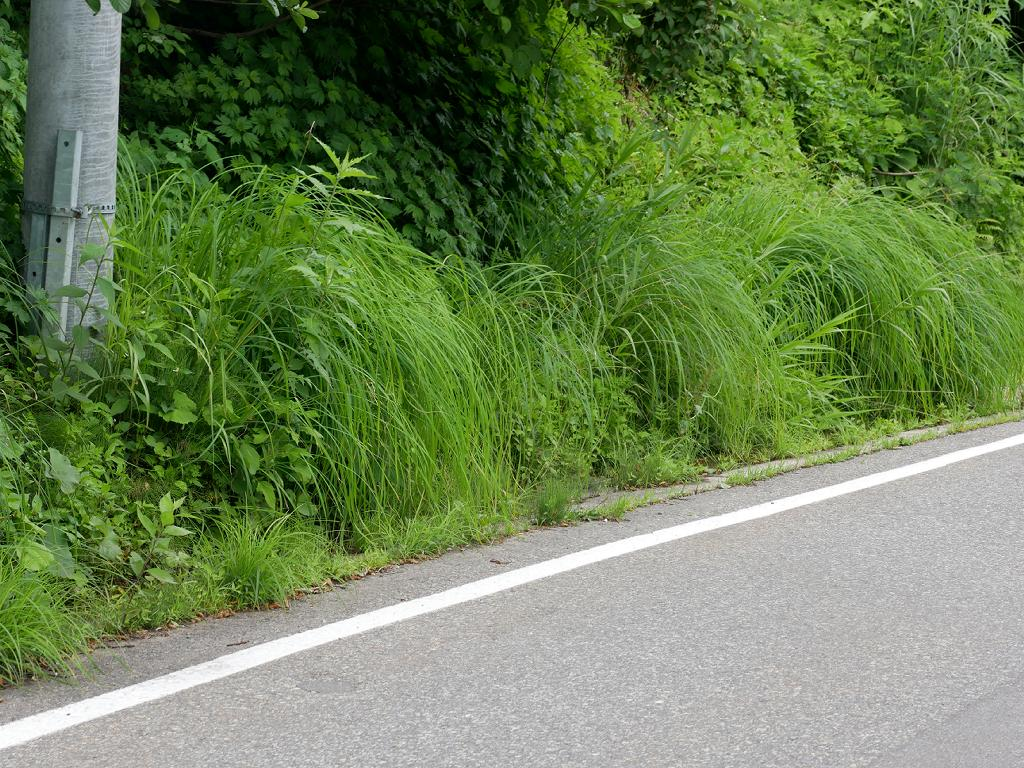
舗装道路脇の湧水周辺に出現しているもの

## 分類・類似種
頂小穂が雄性で側小穂が雌性であること、花序の苞に鞘がないこと、果胞は有毛で柱頭が2裂することなどの特徴から勝山(2015)は本種をタヌキラン節 sect. Podogynae としている。同じ節には勝山(2015)は他に以下の3種を認めている。
- C. doenitzii ：コタヌキラン
- C. okuboi ：シマタヌキラン
- C. angustisquama ：ヤマタヌキラン

いずれも上記の特徴を備える他、太い形の小穂が細い柄の先にあって垂れ下がる点も似ている。しかしどれも本種ほどには大柄にはならない。また本種では果胞に顕著な長い柄があるのに対し、これらの種の果胞には柄がない点ではっきり区別できる。ただし下記の通り雑種とされるものがある。なお、この中でシマタヌキランは伊豆諸島に固有であるが、他の種は本種と同様に本州中北部に分布し、コタヌキランは本種と同様に北海道南部まで見られる。
この他に本種によく似ているものにマシケスゲモドキ C. scitaeformis があり、日本海側多雪地域の山地で希に見つかり、本種とは雌小穂が楕円状円柱形で本種のように太くなく、果胞は毛が疎らで基部の柄は短い。別種として扱われてきたが勝山(2015)は雑種であろうとしており、本種とアズマナルコ、あるいはナガエスゲの雑種の可能性を挙げている。
日本のこの節以外のスゲ属では本種のように色づいた太い小穂をぶら下げるものはクロボスゲ C. atrata var. japonica、ヒラギシスゲ C. angustinowiczii var. angustinoxiczii など幾つかあるが、本種はその中でもっとも大柄で目立つもの、との声がある。

### 雑種とされるもの
本種は他のスゲ属との間に以下のような雑種を形成することが知られている。
- タヌキナルコ：ナルコスゲとの雑種。
- オオタヌキラン：ミヤマクロスゲとの雑種
- オクタヌキラン：タニガワスゲとの雑種

上記のようにマシケスゲモドキも雑種の可能性が指摘されている。このほかに現在は独立種と認められているが、ナガエスゲ C. otayae も発見当初は本種との雑種ではないかとされていた。

## 保護の状況
環境省のレッドデータブックでは取り上げられていないが、都府県別では埼玉県、東京都、京都府、滋賀県で指定がある。分布の南限域に当たるかと思われる。京都では産地も個体数も少なく、それらは氷河時代の遺存種と考えられており、危険性としては林道の工事などによる生育環境の破壊が懸念されるという。

## 利用
福島県ではチマキや笹団子などを作る際、笹の葉を結ぶのに平地ではカサスゲを使ったが、山間部では本種の葉を使ったという。
山野草としても、古くから評価があり、本種は近縁のコタヌキランと共に『花後は大型化』するのが難点ではあるが花の状態では『非常に味があるもの』なので『渋好みの山草家を喜ばせる』との評もある。ネット検索では販売や栽培などの記事も見かけられる。

## その他
現在の日本でスゲ属のほぼ全種を撮影、網羅した図鑑を著した勝山は2017年の「スゲの会」の全国大会(釧路大会)に於いて日本のスゲ属を概観した講演を行った。その中で余談的に『日本のスゲで一番美しいのはどれか』に触れ、本種を第1の候補として挙げている。